# Министерство спорта и туризма Республики Беларусь
Министерство спорта и туризма Республики Беларусь (бел. Міністэрства спорту і турызму Рэспублікi Беларусь) — республиканский орган государственного управления. Подчиняется Совету Министров Республики Беларусь. Проводит государственную политику в области физической культуры, спорта и туризма, координирует деятельность в этих сферах других республиканских органов государственного управления.

## История
Министерство спорта и туризма Республики Беларусь было создано 10 ноября 1995 года — именно в этот день вышел указ Президента Республики Беларусь № 456 «Об изменении структуры центральных органов управления Республики Беларусь». Согласно этому указу, Комитет по спорту Министерства культуры и печати Республики Беларусь был преобразован в Министерство спорта и туризма Республики Беларусь. Через 10 дней после выхода указа был назначен первый министр спорта и туризма — им стал Владимир Николаевич Рыженков.

## Руководство
- Министр спорта и туризма Республики Беларусь — Сергей Михайлович Ковальчук.
- Первый заместитель министра спорта и туризма Республики Беларусь — Вячеслав Викторович Дурнов.
- Заместитель министра спорта и туризма Республики Беларусь — Александр Иванович Барауля.
- Заместитель министра спорта и туризма Республики Беларусь — Михаил Петрович Портной.

## Список министров спорта и туризма
- Рыженков, Владимир Николаевич (20 ноября 1995 года — 12 декабря 1996 года)[1];
- Макейчик, Владимир Иосифович (13 января 1997 года — 16 марта 1998 года);
- Ананьев, Николай Константинович (16 марта 1998 года — 16 апреля 1999 года)[2];
- Ворсин, Евгений Николаевич[бел.] (16 апреля 1999 года — 23 января 2003 года);
- Сиваков, Юрий Леонидович (23 января 2003 года — 6 июля 2005 года);
- Григоров, Александр Владимирович (6 июля 2005 года — 26 июня 2009 года);
- Качан, Олег Леонидович (26 июня 2009 года — 28 октября 2012 года);
- Шамко, Александр Игоревич (31 октября 2012 года[3] — 15 февраля 2018 года[4]).
- Ковальчук, Сергей Михайлович (с 5 марта 2018 года)[5]

## Подведомственные организации
- Государственное учреждение «Республиканский учебно-методический центр физического воспитания населения»;
- Государственное учреждение «Республиканский научно-практический центр»;
- Государственное учреждение «Белспортобеспечение»;
- Государственное учреждение «Национальное агентство по туризму»;
- Государственное культурно-просветительское учреждение «Музей физической культуры и спорта Министерства спорта и туризма Республики Беларусь»;
- Учреждение «Национальное антидопинговое агентство»;
- Учреждение «Редакция газеты „Спортивная панорама“»;
- Учреждение образования «Белорусский государственный университет физической культуры»;
- Учреждение образования «Республиканское государственное училище олимпийского резерва»;
- Республиканское унитарное предприятие «Дирекция строящихся объектов Минспорта»;
- Республиканское унитарное предприятие «Олимпийский спортивный комплекс „Стайки“»;
- Республиканское унитарное предприятие по организации лотерей «Национальные спортивные лотереи»;
- Культурно-спортивное республиканское унитарное предприятие «Дворец спорта»;
- Научно-техническое республиканское унитарное предприятие «Компак»;
- Открытое акционерное общество «Туристический комплекс „Брест-Интурист“».